# Blak Douglas

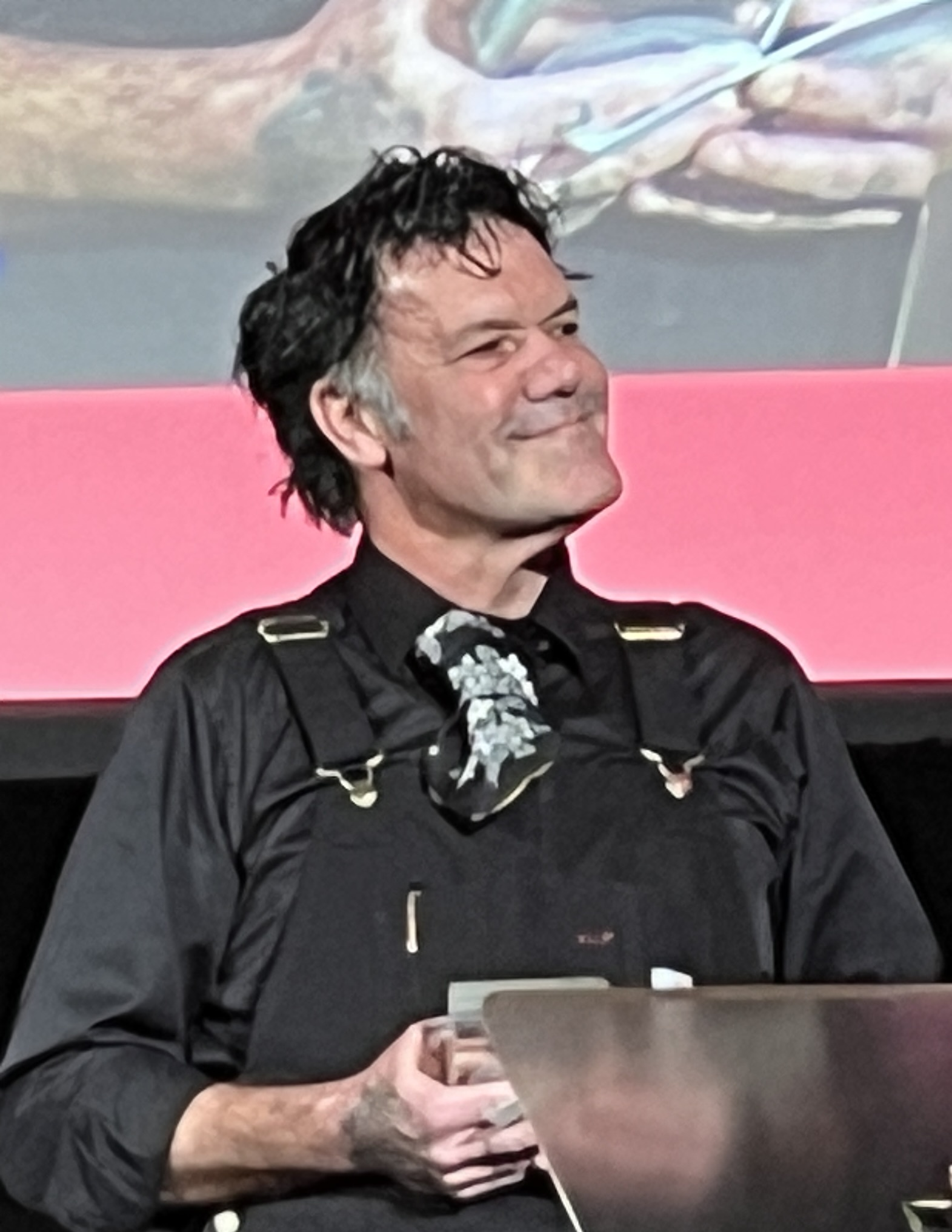
Blak Douglas, 2023

Blak Douglas, eigentlich Adam Douglas Hill (* 11. März 1970 in Blacktown), ist ein australischer Maler und Musiker. 2022 gewann er den australischen Archibald Prize, der jährlich für herausragende Porträtmalerei vergeben wird.

## Leben und Werk

### Frühe Jahre
Blak Douglas wuchs in Blacktown auf, einem westlichen Vorort von Sydney, als Sohn des Aborigine Robert Hill vom Stamm der Dhungatti aus der Gegend um Kempsey und dessen weißer Ehefrau Yvonne. Seine Vorfahren waren irischen, schottischen, englischen, deutschen, melanesischen und Torres-Strait-insulanischen Ursprungs, wie das Ergebnis eines „aus Neugierde“ selbst in Auftrag gegebenen DNA-Tests ergab. Mit diesem genealogischen Hintergrund sah er sich Rassismus sowohl von Weißen als auch von Schwarzen ausgesetzt, selbst innerhalb der eigenen Familie. Er nahm den Künstlernamen Blak Douglas an, um „beiden Hälften meiner Genealogie“ Ausdruck zu verleihen.
Douglas fühlte sich im Alter von sieben Jahren von einer Ausstellung des Schildermaler-Duos Brown Bros. in Prospect (Sydney) dazu inspiriert, seinen eigenen künstlerischen Weg zu verfolgen. Er absolvierte zunächst eine Ausbildung in Illustration und Fotografie. Darauf studierte er Grafikdesign an der University of Western Sydney und schloss dort 1994 als Bachelor of Arts ab. Eine Begegnung mit dem Aborigine-Künstler Kevin Butler im Jahr 1998 trieb ihn weiter an, künstlerisch tätig zu sein. Bald darauf trat Douglas in ein Kollektiv mit Koori-Künstlern ein, die als Hobby in einem Industriegebäude in Jamisontown (bei Penrith (Sydney)) der Malerei nachgingen.
2020 war Blak Douglas in Marrickville ansässig und hatte sein Studio in Redfern, beides südliche Vororte von Sydney.

### Themen und Stil
Die Malerei erlernte Blak Douglas als Autodidakt. Er zeichnet sich durch einen „ihm eigenen“, „kühnen, linearen Stil“ aus, der durch sein Grafikdesign-Studium beeinflusst ist. Aus Acrylfarbe schafft er gerne Oberflächenstrukturen mit ausgeprägten Risseffekten, die er durch Einbrennen von direktem Sonnenlicht und durch Anwendung von Rissbildungsmitteln erzeugt. In seiner Farbenwahl bevorzugt er Erdfarbtöne.
Die Themen seiner Arbeiten sind häufig von seinem Sinn für soziale Gerechtigkeit geprägt. Douglas will dem Betrachter eine alternative Perspektive auf die Kunst der australischen Ureinwohner vermitteln, oftmals mit Mitteln der Parodie. Seine kulturell und politisch motivierten Werke sind oft Ausdruck eines ironischen Humors, der die Ungerechtigkeiten des kolonialen Australiens anprangert und persifliert. Er beschreibt seine Arbeiten als „produktive Kunstwerke, die den Laien daran erinnern sollen, dass wir gestohlenes Land besetzen“. Cartoonhaft wirkende Wolken mit flachem Boden sind wiederkehrende Elemente in einigen Werken Douglas’, meist „weiß und fluffig, so wie unsere Regierung.“ Blak Douglas: „Viele Leute denken, dass meine Bilder im Allgemeinen etwas cartoonartig anmuten. Vielleicht liegt das an den schwarzen Umrissen, die ich um alles herumsetze. Alles ist schwarz umrandet, weil wir uns auf dem Land der Aborigines befinden. Und wenn Du das Land betrittst, dann nimmst Du die Energie der Geister der Vorfahren auf.“

### Preise, Ehrungen und Ausstellungen
Douglas wurde 2003 mit dem Mayors Choice, 2004 mit dem Liverpool Council Award und 2006 mit dem Maria Locke Award des jährlich vom Casula Powerhouse Arts Centre veranstalteten Mil-Pra Art Prize ausgezeichnet. Im Jahr 2002 gewann er den Blacktown City Art Prize und war 2005 und 2006 Finalist beim Parliament of NSW Indigenous Art Prize. In den Jahren 2009 und 2019 gehörte Douglas zu den Finalisten beim Wettbewerb um den Wynne Prize der Art Gallery of New South Wales in Sydney.
2017 nahm er mit seinem Triptychon Domestic Violets an der 23rd Australian Indigenous Triennial teil, einer von der National Gallery of Australia in Canberra organisierten Wanderausstellung. Das Gemälde zeigt seine in einer Missionsstation aufgewachsene Großmutter väterlicherseits aus der Gestohlenen Generation inmitten von Putzmitteln, die sie dort in ihrer „Erziehung“ zu verwenden lernte. Ebenso zeigte er hier seine Arbeiten Lucky Country und Really Bin.
2019 gewann er mit seinem Porträt der australischen Schauspielerin und Sängerin Ursula Yovich als erster indigener Künstler den Kilgour-Preis der Newcastle Art Gallery. 2020 zeigte Douglas ein Selbstporträt bei den Portraits-Project-Ausstellungen zum 90-jährigen Bestehen der Einrichtung Manly Art Gallery & Museum, wobei er mit seinem DNA-Test seine eigene Genealogie kartierte. 2021 gewann er den National Still Life Award der Coffs Harbour Regional Gallery für seine Skulptur Silent Cop 2021, sein Mahnmal für farbige Todesopfer in Polizeigewahrsam.
Nachdem Douglas seit 2003 viermal Finalist des renommierten Archibald Prize gewesen war, gewann er den Preis schließlich im Jahr 2022 mit seinem Porträt der Künstlerin Karla Dickens vom Stamm der Wiradjuri, mit dem Titel Moby Dickens. Er zeigte Dickens im Januar 2022 knöcheltief im Hochwasser von Lismore stehend, durchnässt und mit leckenden Eimern in den Händen. Douglas war nach Vincent Namatjira der zweite indigene Australier, der diesen Preis in dessen bis dahin 101-jähriger Geschichte erhalten hatte.
Blak ist in bedeutenden öffentlichen und privaten Sammlungen vertreten, darunter das Australian Institute of Aboriginal & Torres Strait Islander Studies, die Art Gallery of New South Wales, die National Gallery of Australia, das National Museum of Australia, die Newcastle University Art Gallery, die New South Wales Parliament House Collection, das Australian War Memorial, die Queensland Art Gallery and Gallery of Modern Art sowie die University of Western Sydney.

### Als Musiker
Douglas ist zudem ein professioneller, klassisch ausgebildeter Didgeridoo-Spieler, der mit bekannten Musikern und Orchestern auftrat, darunter Künstler wie Christine Anu, Peter Sculthorpe oder Jessica Mauboy. Zu seinen größeren Auftritten gehörten Veranstaltungen wie die Castingshow Australian Idol, die Eröffnungszeremonie der Rugby-Union-Weltmeisterschaft 2003 sowie eine Willkommenszeremonie während eines Besuches von Nelson Mandela in Australien. Silvester 2021 kuratierte er das unter Aborigines-Thematik stehende 21-Uhr-Feuerwerk in Sydney.